# Приче о пркосним Српкињама
Приче о пркосним Српкињама: 50 смелих жена Србије је књига прича о женама Србије ауторке Иване Нешић (1981), објављена 2018. године у издању издавачке куће "Urban Reads" из Београда. Књигу је илустровала Азра Прчић Костић.

## О аутору
Ивана Нешић рођена 1981. године у Ћуприји је књижевница, историчарка уметности и преводиоц. Живи и ради у Београду.

## О књизи
Књига Приче о пркосним Српкињама је скуп прича о женама које су на различите начине допринеле културном, историјском и научном животу Србије. Књига је намењена девојчицама, девојкама и женама које би волеле да се инспиришу, да се охрабре за слободу избора. Поента књиге није да пошаље поруку да су само животи научница и уметница вредни живљења, већ да пошаље поруку девојчицама, девојкама, женама да одлука о томе како ће живети и шта ће постати – њихов и само њихов избор.
Престављањем жена из српске прошлости делимично исправља неправду према онима које су неправедно занемарене и заборављене а које су нас задужиле борећи се за једнакост полова и које су свака на свој начин померале границе и мењале историју.
Биографије жена у књизи су дате хронолошки и обухватају период од 18. века до данас.

## 50 смелих жена Србије
У књизи су приказане следеће жене:
1. Јелена Анжујска
2. Јефимија (Јелена) Мрњавчевић
3. Јелена Лазаревић Балшић Хранић
4. Еустахија Арсић
5. Љубица Обреновић
6. Чучук Стана
7. Марија Поповић Милутиновић
8. Катарина Ивановић
9. Вилхелмина Мина Караџић Вукомановић
10. Драгиња Ружић
11. Савка Суботић
12. Драга Дејановић
13. Катарина Миловук
14. Полексија Тодоровић
15. Милица и Анка Нинковић
16. Драга Гавриловић
17. Драга Јочић
18. Милица Томић
19. Јелена Ј. Димитријевић
20. Јелица Беловић Бернаджиковска
21. Надежда Петровић
22. Исидора Секулић
23. Јелисавета Начић
24. Марија Мага Магазиновић
25. Јелена Лозанић
26. Живана Жанка Стокић
27. Надежда Станојевић
28. Вукосава Вука Велимировић
29. Милунка Савић
30. Спасенија Пата Марковић
31. Аница Савић Ребац
32. Ксенија Атанасијевић
33. Софија Јовановић
34. Милка Жицина
35. Милена Павловић Барили
36. Љубица Марић
37. Даница Томић
38. Косара Кока Цвијић
39. Митра Митровић
40. Др Саша Божовић
41. Марија Бурсаћ
42. Бранислава Брана Перовић Нешковић
43. Софија Соја Јовановић
44. Бисерка Цвејић
45. Мира Траиловић
46. Марија Драженовић Ђорђевић
47. Марина Абрамовић
48. Вера Николић
49. Гордана Буњак Новаковић
50. Александра Слађана Милошевић